# Туловский сельсовет (Витебская область)
Ту́ловский сельсовет — административная единица на территории Витебского района Витебской области Республики Беларусь. Административный центр — агрогородок Тулово.

## История
В 2011 году часть территории агрогородка Тулово, деревни Селивовщина включены в городскую черту Витебска.

## Состав
Туловский сельсовет включает 6 населённых пунктов:
- Андроновичи — деревня
- Асётки — деревня
- Огородники — деревня
- Осиповщина — деревня
- Пуща — деревня
- Тулово — агрогородок

Упразднённые населённые пункты:
- Селивовщина — деревня[3]
- Янополь — деревня